# That's the Way Love Goes (canción)
«That's the Way Love Goes» es una canción interpretada por el cantante estadounidense Johnny Rodriguez. Fue publicada en diciembre de 1973 como el segundo y último sencillo de su álbum All I Ever Meant to Do Was Sing.

## Lanzamiento
Mercury Records lanzó All I Ever Meant to Do Was Sing en septiembre de 1973, con «That's the Way Love Goes» como la sexta canción del álbum, intercalada entre «Jimmy Was a Drinkin' Kind of Man» y «All I Ever Meant to Do Was Love You». Tres meses después, Mercury lanzó «That's the Way Love Goes» como el segundo y último sencillo del álbum, con el número de catálogo 73446 y la pista «I Really Don't Want to Know» como lado B. «That's the Way Love Goes» se mantuvo en el número uno durante una sola semana, y pasó un total de 14 semanas en la lista country.

## Lista de canciones
7-inch single – Mercury 73446
1. «That's the Way Love Goes» – 1:50
2. «I Really Don't Want to Know» – 2:48

## Posicionamiento

### Gráfica semanal
| Gráfica (1974)                                 | Pico de posición |
| ---------------------------------------------- | ---------------- |
| Canadá (RPM Country Playlist)                  | 2                |
| Estados Unidos (Billboard Hot Country Singles) | 1                |

### Gráfica de fin de año
| Gráfica (1974)                                 | Pico de posición |
| ---------------------------------------------- | ---------------- |
| Estados Unidos (Billboard Hot Country Singles) | 25               |